# Karbid křemíku
Karbid křemíku (SiC) je sloučenina uhlíku a křemíku. Velmi vzácně se vyskytuje i v přírodě jako minerál moissanit.

## Příprava
Karbid křemíku se připravuje reakcí uhlíku s křemíkem nebo oxidem křemičitým, případně reakcí oxidu uhelnatého s křemíkem nebo jeho oxidem:
Si + C → SiC
SiO2 + 3 C → SiC + 2 CO (při 2 000 °C)
Si + 2 CO → SiC + CO2

## Struktura
Karbid křemíku vytváří více než 200 polymorfních modifikací. Sklovitý polymorf lze připravit pyrolýzou vhodných polymerů v inertní atmosféře. Polymorfy SiC vytváří velkou rodinou podobných krystalických struktur, které se nazývají polytypy. Jedná se o varianty téže chemické sloučeniny, které jsou shodné ve dvou rozměrech a liší se ve třetím. Lze na ně tedy pohlížet jako na vrstvy poskládané v určitém pořadí.
Nejběžnější modifikací je α-SiC, ten vzniká při teplotách nad 1700 °C a má hexagonální krystalovou strukturu (podobou wurtzitu). Modifikace β-SiC má strukturu podobnou diamatu, vzniká za teplot nižších než 1700 °C. Tato modifikace má vyšší měrný povrch než α, což umožňuje její využití v oblasti heterogenní katalýzy.
|           |        |           |
| (β)3C-SiC | 4H-SiC | (α)6H-SiC |

## Vlastnosti a použití
Vyznačuje se velkou tvrdostí (na Mohsově stupnici má hodnotu 9,5), používá se jako brusný materiál, při výrobě žáruvzdorných cihel, jako polovodič a někdy jako lacinější náhražka diamantu. Je ho možno použít také na umělou výrobu křemíku:
SiO2 + 2 SiC → 3 Si + 2 CO
Je znám i pod obchodním označením karborundum.
Při 2 500 °C se rozkládá na plynný křemík a uhlík ve formě grafitu:
SiC(s) → Si(g) + C(s)
Pod vakuem lze takto připravovat i grafenové struktury.
Index lomu je 2,65 až 2,69.

## Moissanit
Přírodní moissanit se vyskytuje pouze ve stopových množstvích v některých typech meteoritů a v ložiskách korundu a kimberlitu; přírodní monokrystaly nepřesahují velikost několika milimetrů. Tvoří jemné, bezbarvé krystaly s diamantovým leskem. Syntetický analog a technický produkt podobný strukturou a složením je karborundum.
Přírodní moissanit byl poprvé objeven v roce 1893 v Arizoně Henrim Moissanem, po kterém byl minerál v roce 1905 pojmenován.
V posledních desetiletích se objevila technologie pro pěstování velkých průhledných syntetických monokrystalů moissanitu, často používaných k imitaci diamantů. Téměř každý karbid křemíku prodávaný na světě, včetně moissanitových šperků, je syntetický.